# Ismail Bouneb
Ismail Bouneb, né le 7 juin 2006 à Lille (France), est un footballeur français évoluant au poste de milieu offensif au Havre AC.

## Biographie
Il commence le football au sein de l'Olympique marcquois, avant de rejoindre le LOSC Lille en 2013. Après être repassé par son club d'origine de Marcq-en-Baroeul, il attire l'attention du Valenciennes FC en 2019, qui le surclasse en U15 R1 sous la houlette de Boris Schueller et Madjid Belhouari.
Depuis lors, il gravit les échelons au sein de la formation valenciennoise, lui ouvrant les portes de l'équipe de France des moins de 17 ans. En 2023, il se distingue lors de la Coupe du monde U17, contribuant à la qualification de la France en demi-finale et en finale.
Le 16 décembre 2023, il est convoqué pour la première fois dans le groupe professionnel pour la rencontre de Ligue 2 opposant le VAFC au Paris FC (0-1). Ahmed Kantari lui donne ses premières minutes en pro en le faisant entrer à la 60e minute de jeu en remplacement d'Aymen Boutoutaou,. 
Le 3 juillet 2024, en fin de contrat avec le club nordiste relegué en National, il s'engage pour quatre ans avec Le Havre AC en Ligue 1.

## Palmarès
Avec l'équipe de France des moins de 17 ans, il est finaliste de l'Euro 2023 et de la Coupe du monde la même année.